# Georg Tannstetter
Georg Tannstetter (Rain, aprile 1482 – Innsbruck, 26 marzo 1535) è stato un umanista, astrologo, astronomo medico e matematico tedesco.
Fu professore di matematica applicata presso l'Università di Vienna, dove ebbe come allievi, tra gli altri, Pietro Apiano e Joachim Vadiano. La sua rappresentazione della storia degli astronomi e matematici viennesi (Viri Mathematici, 1514) è un primo approccio alla storia delle scienze della natura. Anche il suo approccio a un'astrologia empirica (Libellus consolatorius, 1523) era allora ancora inconsueto. Insieme a un suo allievo, egli disegnò una carta dell'Ungheria (Tabula Hungariae, 1528), che appartiene alla Memoria del mondo. Fu medico di corte a servizio di molti signori asburgici. Nel 1531 fu creato nobile.

## Biografia

### Nascita e nome
Georg Tannstetter nacque a Rain sul Lech. Come data di nascita Franz Graf-Stuhlhofer indica "metà aprile 1482", deducendola dalle indicazioni sulla tomba di Tannstetter, dalle immagini di Tannstetter nelle lettere a Joachim Vadian, come anche dalle sue lezioni medico-astrologiche (stampate come Artificium …).
Il padre Gabriel era Pfleger del convento di Niederschönenfeld (dal 1480 al 1500). Il nome latinizzato del figlio Georg era Collimitius (Rain significa anche "sentiero di confine"). Nelle sue opere si trovano riferimenti alla sua località natale, così il nome dell'autore Georgen Tannstetter von Rain am Lech, o come Georgius Tanstetter Collimitius. Talvolta aggiungeva al suo nome Lycoripensis, sintesi da Lycus (Lech) e ripa, collegato anche alla riva del Lech.

### Studio e primo periodo d'insegnamento a Vienna
Tannstetter studiò dal 1497 presso l'Università di Ingolstadt nella facoltà delle arti, le cosiddette Arti liberali (artes liberales), tra cui Matematica e Astronomia, e nel 1501 divenne Magister artium. Qui fu allievo di Johannes Stabius e di Andreas Stiborius, che egli seguì all'Università di Vienna fino al 1502. Qui egli tenne lezioni presso la Facoltà delle Arti, i cui atti ne parlano sul tema della Teoria dei pianeti (Theoricae planetarum) e negli anni dal 1503 al 1512 lo citano ripetutamente, ad esempio come esaminatore. Verso il 1513 egli tenne una lezione di matematica, nel semestre invernale 1514/15 una lezione d'introduzione astronomico-astrologica.
Provata è anche una lezione speciale astronomica sui due libri della Naturalis historia di Plinio (nel periodo fino al 
1518).
Tannstetter aveva un promettente studente, Pietro Apiano. Questi si recò a Vienna per diventare allievo di Tannstetter. Nel 1528; Apiano  gli dedicò la sua edizione della Planetentheorie (Teoria dei pianeti) di Georg von Peuerbach. Joachim Vadiano evidenziò che doveva la sua conoscenza della Scienza naturale al suo maestro  Tannstetter.
Dal 1508 Tannstetter iniziò a studiare medicina e nel 1513 fu promosso dottore in medicina. Secondo gli atti della facoltà Tannstetter ricevette l'11 maggio 1513 le insignia doctoralia (Certificato di dottore). Alcuni storici ritengono errata la data della promozione di Tannstetter, retrodatandola, ad esempio  B. Joseph Aschbach al 1509.

### Rettore all'Università di Vienna
Tannstetter fu decano della facoltà di Arte nel semestre estivo del 1512. Nel successivo semestre invernale 1512/1513 fu rettore dell'Università. Il semestre da ottobre 1512 fino ad aprile 1513 è documentato attraverso il libro concistoriale, un tipo di fonte da quei secoli solo raramente rimasto.
Il Konsistorium era costituito dal rettore, dai rappresentanti (procuratori) delle quattro "nazioni" accademiche e dai decani delle quattro facoltà. Si trattava di sedute con frequenza settimanale, che avevano luogo in giorni diversi della settimana, esclusa la domenica. Venivano trattate le questioni di diritto e finanziarie dell'Università e i suoi rapporti con l'esterno, la città e la Chiesa.
Il rettorato di Tannstetter è stato anche citato nel cosiddetto Dunkelmännerbriefe (Lettere di uomini oscuri); un umanista avrebbe scritto queste Lettere con intento ironico. In una lettera fa dire a uno scolastico, che egli il 17 gennaio 1513 venne dal rettore Tannstetter (Collimitius):
Hier erscheint Tannstetter als geradezu fanatischer Anhänger der humanistischen Richtung.»
()
Allora egli non era ancora sposato, poiché fino al 1534 potevano diventare rettori solo gli scapoli (questa prescrizione celibataria era una caratteristica clericale dell'Università).
Subito dopo la fine del rettorato di Tannstetter esplosero aspri conflitti tra studenti e cittadini di Vienna, che durarono dalla fine di maggio 1513 fino all'anno 1514.

### Insegnante e decano della Facoltà di Medicina
Ancora durante il suo rettorato Tannstetter pose termine ai suoi studi di medicina. Dopo operò come insegnante presso la Facoltà di Medicina e fu ivi per quattro volte decano: nei semestri estivi del 1514 e del 1520 e nei semestri invernali 1524/1525 e 1528/1529. Alle attività dei dottori in medicina della facoltà appartenevano anche gli esami – sostenuti da Tannstetter negli anni 1515 e 1517, come il suo amico Vadiano che fu promosso e cui furono consegnate le insignia doctoralia. Tannstetter però non aveva presso la Facoltà di Medicina alcuna cattedra.
Delle lezioni di Tannstetter alla Facoltà di Medicina rimane solo la sua lezione medico-astrologica, tenuta probabilmente nel semestre estivo del 1526 (pubblicata come libro nel 1531 con il titolo Artificium ...).
Gli atti della Facoltà di Arte citano Tannstetter spesso nel periodo dal 1502 al 1513, quelli della Facoltà di Medicina dal 1512 fino alla sua morte. A prescindere dalla sua cattedra raggiunta verso il 1510, che probabilmente apparteneva al suo collega poeta, Tannstetter spostò il baricentro della sua attività dalla sua promozione a medico dalla Facoltà di Arte a quella di Medicina. Anche le Dunkelmännerbriefe fanno riferimento a questo mutamento del baricentro; l'Università di Vienna vi compare nel semestre invernale 1516/1517, durante il rettorato di Vadiano, come roccaforte umanistica:
(Dunkelmännerbriefe, Bd. 2, Brief Nr. 30.)

### Famiglia
Nella lettera di un amico di Tannstetter a Vadiano nell'aprile 1514, dice questi che Tannstetter si era sposato all'inizio del 1514 o già nel 1513, in ogni caso molto dopo il suo rettorato. La moglie si chiamava Martha Merusin ed era una delle figlie di Jacob Merus. Da questo matrimonio nacque un figlio di nome Christian, che visse dal 1516 al 1567 e fu membro del Consiglio della città di Vienna. Inoltre la coppia ebbe due figlie, Elisabetta e Marta.
Nel 1516 Tannstetter acquistò una casa, che più tardi fu incorporata nel convento francescano. Essa si trovava tra la Facoltà di Arte nel Collegio ducale e la Facoltà di Medicina, collocata nell'Edificio dei medici.

### Matematica applicata al servizio dell'Imperatore
Secondo la lapide tombale di Tannstetter egli fu verso il 1510 "uomo di camera" e "consigliere" dell'imperatore Massimiliano I. Questi servizi riguardavano diversi campi.
All'incirca nel 1510 Tannstetter fu nominato da Massimiliano I professore (lat. ordinarius) di matematica applicata e astronomia.  Vi sono prove dell'attività di Tannstetter come professore di questa materia nel periodo dal 1511 al 1523. Il quel periodo egli pubblico parecchi libri, tra i quali edizioni come ausili agli studenti. La sua cattedra, iniziata da Conrad Celtis,  apparteneva probabilmente al Collegio dei Poeti e matematici. Questo era parte dell'Università di Vienna, senza però essere inserito nelle strutture tradizionali.
Negli anni successivi Tannstetter venne inserito nei corrispondenti elenchi dell'arciducato austriaco per lo svolgimento di incarichi nei campi dell'astronomia, dell'Astrologia e della cartografia. La responsabilità per l'assunzione di questi incarichi doveva essere collegata alla citata cattedra. Lavorare per l'arciduca era in ogni caso un onore.
Papa Leone X si occupò della necessità di una riforma del calendario e si rivolse all'imperatore Massimiliano I per avere un sostegno. Questi incaricò nel 1514 Andreas Stiborius e Tannstetter affinché elaborassero dei suggerimenti. Essi consegnarono una perizia che presumibilmente fecero stampare l'anno successivo (De Romani Calendarii correctione Consilium). Ma papa Gregorio XIII realizzò nel 1582 l'ambìto Calendario gregoriano.
Anche tra Tannstetter e il suo insegnante Johannes Stabius risulta una collaborazione. Stabius progettò una Carta dell'Austria su incarico di Massimiliano I. e Tannstetter migliorò e ampliò questa carta, che però non ci è pervenuta. Dopo la morte di Massimiliano I nel 1519, Tannstetter venne in contatto con il suo successore, l'imperatore Carlo V, che gli conferì i privilegi di sicurezza per le future pubblicazioni: nel 1522 un privilegio di stampa per la regidenda Carta dell'Ungheria e nel 1523 un privilegio gemeraòe di stampa per i suoi libri nei successivi 10 anni.
Il fratello di Carlo Ferdinando I assunse la signoria del territorio austriaco. Tannstetter cercò di tranquillizzare la popolazione preoccupata dai timori sollevati da previsioni astrologiche, secondo cui nel 1524 si sarebbe verificata una gigantesca alluvione, con un libro: esso comparve nel 1523 in latino (libellus consolatorius) per persone istruite, ma contemporaneamente anche il lingua tedesca per gran parte della popolazione. Già all'inizio del lungo titolo Tannstetter porta l'espressione, che egli voleva servire con questo le autorità interessate: "In onore e per il piacere del (…) Signore Ferdinando …"
La minaccia dei Turchi rese necessaria una buona mappa dell'Ungheria. Tannstetter ne realizzò una insieme al suo allievo ungherese Lazarus Secretarius. Questa Tabula Hungariae fu data alle stampe a Ingolstadt nel 1528.

### Medico personale degli Asburgo
Tannstetter fu nominato dall'imperatore Massimiliano I medico personale. Ciò durò almeno fino alla morte di Massimiliano, quando Tannstetter fu richiamato nel 1518 a Wels. Alcuni storici sostengono che Tannstetter fosse stato già medico di Massimiliano dal 1510.
Tannstetter dal 1510 circa era impiegato per un solo servizio, ma il testo della lapide mortuaria collega l'attività di Tannstetter come medico personale non direttamente a questo momento.
(citato da Graf-Stuhlhofer in: Humanismus, 1996, p. 75)
Qui la sua attività di medico personale riguarda solo i figli del re Ferdinando (il primo dei quali nacque nel 1526), in ogni caso non è detto che Tannstetter già da 25 anni, cioè circa dal 1510, fosse stato medico personale. Che l'imperatore per questo incarico avesse chiamato uno studente di medicina (che Tannstetter a quel tempo ancora era), è fin dal principio improbabile.
Nel 1521 una pesante epidemia di peste colpì anche Vienna, cosicché l'Università dovette essere chiusa.
Tannstetter pubblicò uno scritto sulla prevenzione della peste (Regiment für den lauff der Pestilentz) e fuggì in Carinzia. Alla fine dell'anno egli fu dispensato dalle sue lezioni dalla moglie di Ferdinando, Anna di Boemia e Ungheria in nome del marito, poiché questi aveva bisogno di lui.
Nel 1527 e nel 1529 Tannstetter fu chiamato da Maria d'Ungheria, sorella di Ferdinando, a causa di disturbi alla salute. Alla fine del 1528 Ferdinando gli offrì di diventare medico personale della sua famiglia; da Natale quindi egli non poté più tenere alcuna lezione. Tannstetter accettò l'offerta e nel 1530 si trasferì a Innsbruck con la propria famiglia.
Così Tannstetter estese la sua attività come medico imperiale a più generazioni, da Massimiliano I fino al suo pronipote Massimiliano II, il figlio maggiore di Ferdinando.

### Nobile nel 1531
Per i suoi servizi sotto Massimiliano e Ferdinando Tannstetter fu innalzato al titolo nobiliare ereditario di Cavaliere del Sacro Romano Impero. La documentazione, datata 21 novembre 1531, fu emessa in nome del re Ferdinando. La documentazione cita ancora, che Tannstetter era medico (Physicus) di Massimiliano e indica che egli era famoso per la sua arte in astronomia.
A parte questo egli viene ricordato per "noi e al Sacro romano impero e alla nostra terra". Inoltre gli fu concesso di adottare il Privilegium Denominandi (il diritto di assumere un nuovo nome nel caso egli acquisti una terra e/o costruisca un castello).
Con il suo inserimento nella nobiltà non fu tuttavia collegato nessun nome supplementare (come invece si sostiene talvolta nella letteratura specializzata). Sulla lapide cimiteriale si trova in effetti annesso un nome che suona in tal modo, cioè von Thonau (nella versione in tedesco) o von Thonnau (in latino).

### Morte nel 1535
Nel decennio che precedette la sua morte Tannstetter soffrì di numerosi malanni. Nel 1526 egli li descrisse in una lettera a Vadiano. Il testo in lingua latina sulla sua lapide, come quello in lingua tedesca su scomparsa tavola di legno con all'incirca le stesse espressioni del giorno della scomparsa, il 26 marzo 1535. Gli atti della Facoltà di Medicina di Vienna indicano la stessa data di morte e ne riportano anche l'ora: egli sarebbe spirato prima delle ore nove della sera (paululum ante nonam nocte), anche poco prima delle tre di notte.
Il luogo della morte fu verosimilmente Innsbruck; in ogni caso la sua salma fu inumata colà, nel cimitero di Innsbruck vicino alla chiesa dell'ospedale. L'erronea indicazione Wiener Neustadt trae origine presumibilmente dalla formulazione di uno storico successivo: außer Innsbruck auf dem Neustädterkirchhofe (fuori da Innsbruck, nel cimitero della chiesa di Neustädt) – che va inteso: fuori dal centro di Innsbruck, che allora era ancora più piccolo. La pietra tombale lascia intendere che l'anno di nascita fosse stato il 1482 ("…morì nel 53º anno di età"). Nella letteratura storica specializzata vi è anche un'indicazione errata del periodo della sua vita con 1480–1530, indicato talvolta come approssimativo.
Risolutivo fu lÖsterreichische National-Encyklopädie. la cui indicazione fu ripresa da Poggendorff ma quale apparentemente esatta indicazione. Numerosi storici delle Scienze naturali adottarono la sua indicazione.

### Ritratti di Tannstetter

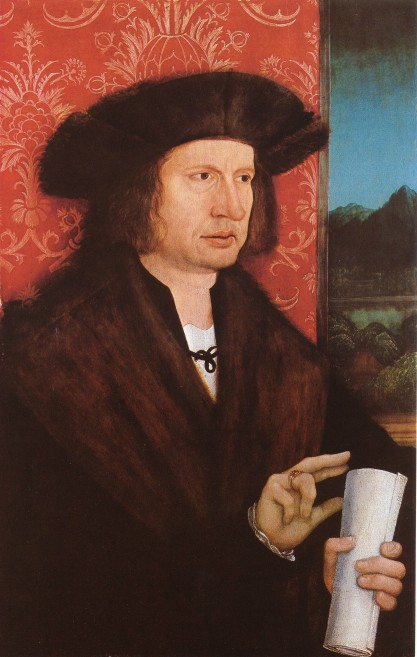
Ritratto di Bernhard Strigel, verso il 1515, rappresentante presumibilmente Tannstetter.

Graf-Stuhlhofer mise insieme sette ritratti di Tannstetter. Il suo aspetto è così, in confronto ai suoi contemporanei, ben documentato.
Su quasi tutti i ritratti compare uno stemma con una stella a sei punte; vedi l'ex libris di Hans Brosamer; un altro ex libris risale a Hans Springinklee.
Ci sono due ritratti di Bernhard Strigel, che presumibilmente rappresentano Tannstetterer e la sua consorte. L'identificazione, avvenuta per la prima volta nel 1965, è dovuta originariamente a Fritz Dworschak. Questa identificazione fu approvata da Reinhold Baumstark, ma fu messa in dubbio da Stephan Kemperdick. Il ritratto fu custodito nelle raccolte die principi del Liechtenstein a Vaduz; una mostra del 1979 utilizzò questo dipinto come titolo.
Nella sua città natale Rain ricorda la Georg-Tannstätter-Straße come un busto in rilievo del 1988 nella casa natale.

## Ricercatore scientifico e scrittore
Tannstetter fu un erudito multidisciplinare, che pubblicò opere in diversi campi. Come editore egli incaricò soprattutto il viennese Johannes Singriener. Una presunta, incompleta edizione integrale delle opere di Tannstetter non è mai esistita.
La letteratura specialistica annovera Tannstetter insieme ai suoi allievi Stabius e Stiborius, come appartenenti alla "scuola secondaria viennese di matematica ", ove "matematica" è un argomento inteso in senso lato, comprendente nel campo delle scienze naturali l'impiego della matematica.
Per primi, riguardo all'importante scuola matematica viennese di astronomia, contano Johannes von Gmunden, Georg von Peuerbach e Regiomontano.

### Opere umanistiche
Tannstetter conta come rappresentante dell'umanesimo rinascimentale. Ciò si può vedere nelle cosiddette Lettere di uomini oscuri, ma anche nelle sue amicizie, come quella con Vadiano. Il teologo Johannes Eck, successivamente avversario di Martin Lutero, dedicò nel 1516 la stampa di due relazioni al "suo amico" in Vienna, cioè Tannstetter. La cattedra di matematica di Tannstetter apparteneva verosimilmente al collega Konrad Celtis, iniziato alla poesia.
Inoltre Celtis aveva fondato in Vienna una "Compagnia del Danubio", che era un'associazione di intellettuali, e anche di studenti, che s'incontravano periodicamente la sera. Forse il procedere di questa compagnia era un circolo che si riuniva nella casa di Tannstetter e che prese il nome di Sodalitas Collimitiana. Essa era spesso citata verso il 1520 nelle lettere a Vadiano.
L'attività pubblicistica di Tannstetters corrisponde, in parte, alla classica immagine dell'umanesimo, qualcosa che si appoggiava all'astrologia, soprattutto a Tolomeo, e talvolta si riservava di esprimersi contro gli astrologi arabi. Ma riguardo alla medicina erano autorità, oltre a Galeno e Ippocrate, anche Avicenna.
Tra i 12 testi pubblicati da Tannstetter, solitamente scienziati della natura e matematici, solo uno apparteneva agli antichi autori (il neoplatonico Proclo), gli altri 11 erano di autori occidentali tardo-medievali, soprattutto di Georg Peuerbach.
Tannstetter era anche amico del cardinale Matthäus Lang von Wellenburg, arcivescovo di Salisburgo, al quale dedicò molti libri stampati tra il 1515 e il 1519. Essi si erano presumibilmente conosciuti alla corte di Massimiliano.

### Cartografia

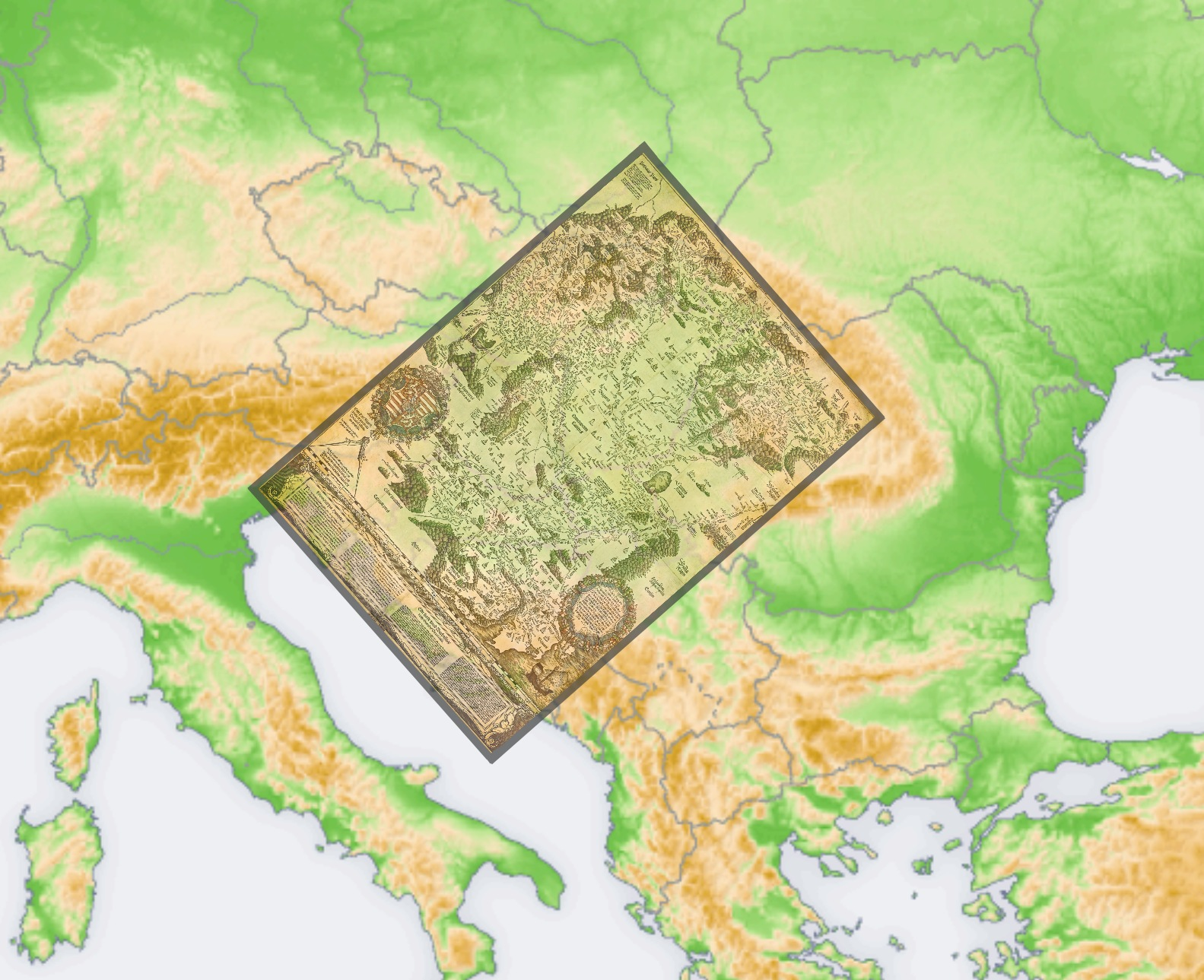
Particolare dell'Europa centrale tratto dalla Tabula Hungariae

Tannstetter redasse nel 1528 a Ingolstadt, con il suo studente ungherese Lazarus Secretarius, una carta geografica dell'Ungheria, la Tabula Hungariae.

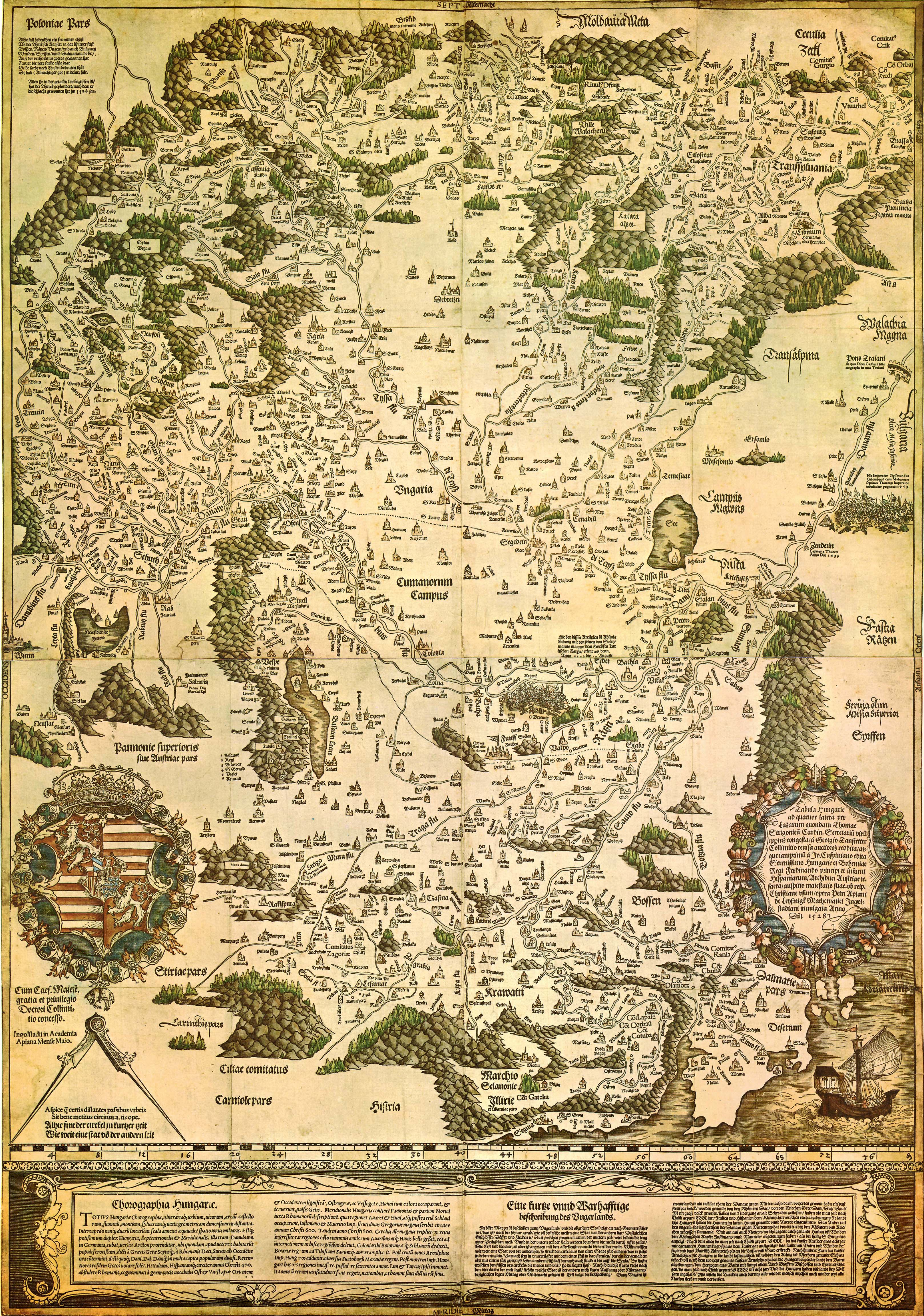
Riedizione della carta dell'Ungheria

L'importanza della carta sta nella grande precisione della posizione delle località, delle indicazioni delle acque e delle denominazioni come dell'innovativa introduzione di un sistema di misura. La carta è stata classificata come Memoria del mondo dall'UNESCO.
Una carta geografica dell'Austria (Austriae descriptio) fu realizzata su commissione dell'imperatore Massimiliano I a Stabius e fu ampliata e migliorata da Tannstetter (Stabius pinxerat, et Collimitius auxerat et perfecerat); di questo riferisce Giovanni Cuspiniano nella prefazione e nella postfazione della sua opera Austria, e annunciò la stampa di questa carta per la prevista seconda parte della sua opera. Ma non se ne fece nulla: Cuspiniano morì nel 1529 e forse questa carta geografica dell'Austria non fu mai data alle stampe e in ogni caso essa non è stata mai trovata.

### Fisica
Tannstetter  introdusse un nuovo campo nelle lezioni accademiche, cioè la geografia fisica. Come base per tali lezioni egli ristampò l'opera De natura locorum (La natura dei luoghi) di Alberto Magno, corredata da proprie spiegazioni (1514). Alberto vuole mostrare come le caratteristiche di un luogo dipendano dalla propria posizione geografica.
Un'ulteriore edizione riguardava la spiegazione della prospettiva ottica di Witelo; Tannstetter mise l'originale a disposizione e Pietro Apiano s'incaricò della diffusione dello stampato (1535).
Talvolta Tannstetter fu descritto erroneamente come un coeditore sul Libellus Linconiensis (Norimberga 1503), ove Roberto Grossatesta trattava il fenomeno della riflessione. Ma questa edizione risale ad Andreas Stiborius.

### Astronomia
Su incarico dell'imperatore Massimiliano I Tannstetter e il suo allievo Andreas Stiborius redassero nel 1514 un atto sulla prevista riforma del calendario. Per mantenere a lungo termine la corretta durata dell'anno, essi proposero di saltare ogni 134 anni un giorno intercalare. Il manoscritto della proposta (De Romani Calendarii correctione Consilium; it.:Proposta per la correzione del calendario romano), stampata subito dopo non ci è pervenuto; la pagina del titolo di questo manoscritto fu scritta di propria mano da Tannstetter, il resto probabilmente da Andreas Perlach, che era stato suo allievo.
La prima edizione di Tannstetter – e la sola riguardante un autore antico – fu Sphaera del neoplatonico Proclo del 1511. L'edizione più nota di Tannstetter è quella delle tabelle di Georg Peuerbach e di Regiomontano 
(Tabulae Eclypsium ... del 1514). Inoltre egli pubblicò nel 1518 la Sphaera di Giovanni Sacrobosco insieme al Theoricae planetarum di Georg Peuerbach.

### Matematica
Nel campo matematico, in senso stretto, Tannstetter pubblicò solo come editore. Nel 1515 pubblicò un testo per lezioni universitarie con un trattato "che riassumeva l'intero campo dell'alta matematica di allora". Questa "Unione di cinque importanti opere della matematica medievale" ebbe inizio quasi come titolo, insieme all'indice, mentre i cinque scritti contenuti vengono enumerati (Contenta in hoc libello; it. Contenuti in questo libriccino), cioè: L'Aritmetica di Johannes de Muris; La teoria delle proporzioni, di Thomas Bradwardine; La teoria della formazione delle latitudini (De latitudinibus formarum) di Nicola d'Oresme, il calcolo con numeri interi (Algorithmus) di Peuerbach come il calcolo delle frazioni sessagesimali (Algorithmus) di Johannes von Gmunden.

### Matematici e astronomi viennesi fino al 1514

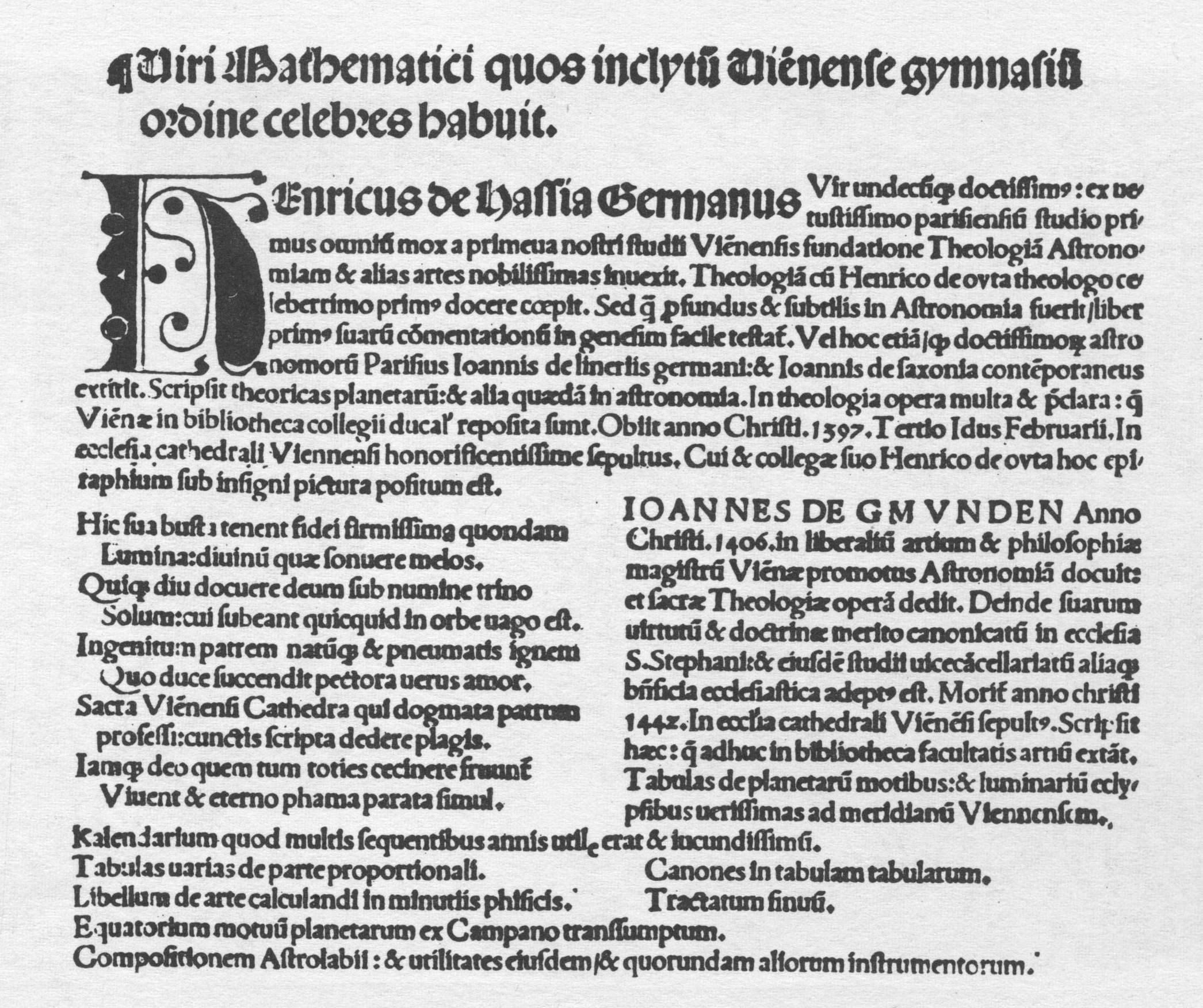
Inizio del Viri Mathematici (metà superiore della prima pagina)

Tannstetter rappresentò la vita e le opere di circa 30 astronomi e matematici che erano stati attivi a Vienna – soprattutto all'Università. 
Il titolo della sua prima breve rappresentazione, Viri Mathematici, suggerisce che egli si sia ispirato alla tradizione delle "opere di uomini illustri" (De viris illustribus). Il suo ordinato catalogo biografico iniziava da Enrico di Langenstein, che aveva iniziato a insegnare a Vienna nel 1384, fino all'anno di stampa del 1514, nel quale questo storico sguardo retrospettivo comparve nel quadro delle tabelle edite da Tannstetter (Tabulae eclypsium ...). In questi 130 anni operarono presso l'Università di Vienna eminenti astronomi, quali Georg von Peuerbach e Regiomontano. Una tale rappresentazione di un periodo di storia delle scienze della natura era allora assai poco praticata.

### Astrologia
Nella maggior parte – forse tutti – degli anni del periodo dal 1504 al 1526 Tannstetter scrisse un Calendario (chiamato spesso Judicium o Practica) per l'anno successivo. Esso compariva parte in lingua tedesca e parte in lingua latina. Tali calendari erano diffusi presso la popolazione; dopo il susseguirsi degli anni in oggetto essi venivano a mala pena seguiti, cosicché oggi essi sono solo singolarmente disponibili nelle biblioteche. All'inizio del XVI secolo vi erano nei territori di lingua tedesca da circa cinque a dieci calendari annuali; quindi Tannstetter deve essere stato attraverso i suoi calendari annuali – soprattutto a Vienna e dintorni – un autore seguito dalla gente.
Nel 1523 pubblicò un'"Opera tranquillizzante" (libellus consolatorius). Poiché per il febbraio del 1524 erano attese molte inusuali congiunzioni astrali nella costellazione dei Pesci, molti astrologi temevano, che si sarebbero verificate molte alluvioni. Tannstetter argomentò contro tali paure, tra l'altro anche empiricamente con uno sguardo retrospettivo a quando nei secoli precedenti si erano verificate analoghe congiunzioni planetarie, senza che si fossero verificate nel contempo alcune alluvioni.
Nelle edizioni di Tannstetter non si trova nulla di astrologico, perciò egli non trovava alcuna necessità di operare in tale campo.

### Medicina
Nel quadro dell'attività editrice di Tannstetter, la medicina era una materia secondaria. Nel 1521 egli pubblicò un piccolo testo con consigli medici in vista dell'allora attuale epidemia di peste: Regiment für den lauff der Pestilentz. Qui Tannstetter considerò anche fattori psichici: la forza di resistere contro il contagio veniva incrementata con l'amicizia e contrastata dalla tristezza o dalla rabbia. Inoltre ci sono giunte alcune ricette scritte manualmente da Tannstetter.
Un grosso effetto ebbe la sua lezione tenuta nel 1526 sull'impiego dell'Astrologia in medicina. Una lezione scritta fu stampata nel 1531 da Otto Brunfels (Artificium …).

## Opere (selezione)
- editore: Tabulae eclypsium magistri Georgii Peurbachii. Tabula primi mobilis Ioannis de Monteregio. Joannes Winterburger, Wien 1514 (darin der Abschnitt Viri Mathematici, von S. aa3v bis aa6v).
- con Andreas Stiborius: De Romani Calendarii correctione Consilium. Joannes Singrenius, Wien o. J. (1515).
- In gratiam serenissimi ac potentissimi (…) domini Ferdinandi (…) Georgii Tannstetter Collimitii Lycoripensis Medici et Mathematici libellus consolatorius, quo, opinionem iam dudum animis hominum ex quorundam Astrologastrorum divinatione infidentem, de futuro diluvio et multis aliis horrendis periculis XXIII anni a fundamentis extirpare conatur. Joannes Singrenius, Wien 1523 (20 Bl.).
- Artificium de applicatione Astrologiae ad Medicinam, deque convenientia earundem. Georgius Ulricherus, Straßburg 1531. LIT Verlag, Berlin u. a. 2006.

### Opere standard
- (DE)  Franz Graf-Stuhlhofer, Humanismus zwischen Hof und Universität. Georg Tannstetter (Collimitius) und sein wissenschaftliches Umfeld im Wien des frühen 16. Jahrhunderts (= Schriftenreihe des Universitätsarchivs, Universität Wien; 8), WUV, Wien, 1996, ISBN 3-85114-256-X.

### Voci in enciclopedie
(in lingua tedesca)
- Franz Graf-Stuhlhofer: TANNSTETTER, Georg. In: Biographisch-Bibliographisches Kirchenlexikon, Bd. 29 (2008), pp. 1417–1419.
- Franz Graf-Stuhlhofer: Tannstetter (Collimitius), Georg (Jergen). In: Deutscher Humanismus 1480–1520. Verfasserlexikon, a cura di Franz Josef Worstbrock. Bd. 2. Berlin, 2009–2013, pp. 1037–1052.
- Heinrich Grimm, Collimitius, Georgius, in: Neue Deutsche Biographie (NDB). Band 3, Berlin, Duncker & Humblot, 1957, ISBN 3-428-00184-2, p. 322 sgg.
- Karl Hartfelder, Georg Tannstetter, in: Allgemeine Deutsche Biographie (ADB). Band 37, Leipzig, Duncker & Humblot, 1894, p. 388 sgg.

### Brevi esposizioni
(in lingua tedesca)
- Joseph Aschbach, Geschichte der Wiener Universität, Bd. 2: Die Wiener Universität und ihre Humanisten im Zeitalter Kaiser Maximilians I., Wien, 1877, pp. 271–277.
- Christa Binder, Die Zweite Wiener Mathematische Schule. In: Karl Röttel (Hrsg.): Ad Fontes Arithmeticae at Algebrae. Festschrift zum 70. Geburtstag von Wolfgang Kaunzner, Buxheim – Eichstätt, Polygon-Verlag, 1998, pp. 60–66.
- Christa Binder, Georg Tannstetter (Collimitius) (1482–1535). In: Rainer Gebhardt (Hrsg.): Rechenbücher und mathematische Texte der frühen Neuzeit (= Schriften des Adam-Ries-Bundes; 11), Annaberg-Buchholz, 1999, pp. 29–35.
- Helmuth Grössing, Humanistische Naturwissenschaft. Zur Geschichte der Wiener mathematischen Schulen des 15. und 16. Jahrhunderts, Baden-Baden, 1983, pp. 181–185 e note p. 291 sgg.
- Helmut W. Lang: Georg Tannstetter Collimitius (1482–1535). Astronom, Mathematiker, Mediziner und Kalendermacher in Österreichisches Jahrbuch für Exlibris und Gebrauchsgraphik 66, 2009/10, pp. 17–26 (über Tannstetters Exlibris und Kalender).
- Franz Stuhlhofer (Cambiamento del cognome con il matrimonio del 1994 in "Graf-Stuhlhofer"), Georg Tannstetter (Collimitius), Astronom, Astrologe und Leibarzt bei Maximilian I. und Ferdinand I. on Jahrbuch des Vereins für Geschichte der Stadt Wien, 37, 1981, pp. 7–49.
- Franz Stuhlhofer, Georg Tannstetter (Collimitius). 1482–1535. Astronom und Mathematiker in Lebensbilder aus dem Bayerischen Schwaben 13, Weißenborn, 1986, pp. 18–33.